# Aftermath (Fernsehserie)
Aftermath ist eine kanadische Science-Fiction-Fernsehserie, die am 27. September 2016 ihre Premiere bei den Sendern Space und Syfy hatte. Die Serie wurde am 12. Januar 2017 nach nur einer 13-teiligen Staffel eingestellt.
Die deutschsprachige Erstausstrahlung ist seit dem 5. September 2017 bei dem deutschsprachigen Ableger des Senders Syfy zu sehen.

## Inhalt
Die Serie zentriert auf die Familie Copeland mit ihren drei fast erwachsenen Kindern, welche zusammen in einer vor dem Untergang stehenden Welt, sich gegenüber übernatürlichen Wesen und Naturkatastrophen behaupten müssen.

## Besetzung
Die Synchronisation der Serie wurde bei den SPEEECH Audiolingual Labs nach einem Dialogbuch und unter der Dialogregie von Hans Schneck erstellt.
| Rolle            | Darsteller        | Synchronsprecher    |
| ---------------- | ----------------- | ------------------- |
| Karen Copeland   | Anne Heche        | Ulrike Stürzbecher  |
| Joshua Copeland  | James Tupper      | Götz Otto           |
| Matt Copeland    | Levi Meaden       | Max Felder          |
| Dana Copeland    | Julia Sarah Stone | Leslie-Vanessa Lill |
| Brianna Copeland | Taylor Hickson    | Maresa Sedlmeir     |

## Rezeption
Bei der Besprechung der Pilotfolge auf Serienjunkies.de wurde Aftermath als „ganz großer Syfy-Trash mit fliegenden Indianergeistzombies und abgedroschenen Bibelanspielungen, um dem Weltuntergangsszenario krampfhaft Pseudogewicht zu verleihen.“ eingestuft.